# Odložené chlebíčky
Odložené chlebíčky nebo také Metronom 2 je album pražské hip hopové skupiny Prago Union, vydané 14. listopadu 2013 jako "Free CD" u příležitosti křtu desky Vážná hudba v Lucerna Music Baru. Obsahuje nevydané, nebo na albech nevyskytující se skladby, čímž navazuje na původní kompilaci Metronom. Stejně jako Metronom, toto album dostal každý, kdo si na místě koupil aktuální CD, nebo si ho přinesl z domova již koupené.

## Seznam skladeb
- „Bez Debat 2 (drifting away)“ + Madame Pepper
- „P.P.S.“
- „Rolák (dubplate)“ + Ecstatic Sound
- „Den Zúčtování“ + WWW
- „Víkendoví Emsís (demo)“
- „Rozcvička (dubplate)“ + DJ Scarface
- „Bezedná Noc (video mix)“
- „Kvůli Čemu (demo)“
- „Kata-Rze (demo ve-rze)“
- „Některé otázky už si prostě nekladu...“ + Mňága, Žďorp a Deni
- „Digitální Děti“ + Kryštof
- „Vítr (Strojovna remix '02)“ + Sperms After Week
- „Lehkovážná Hudba (beats navíc)“